# Congressional Record

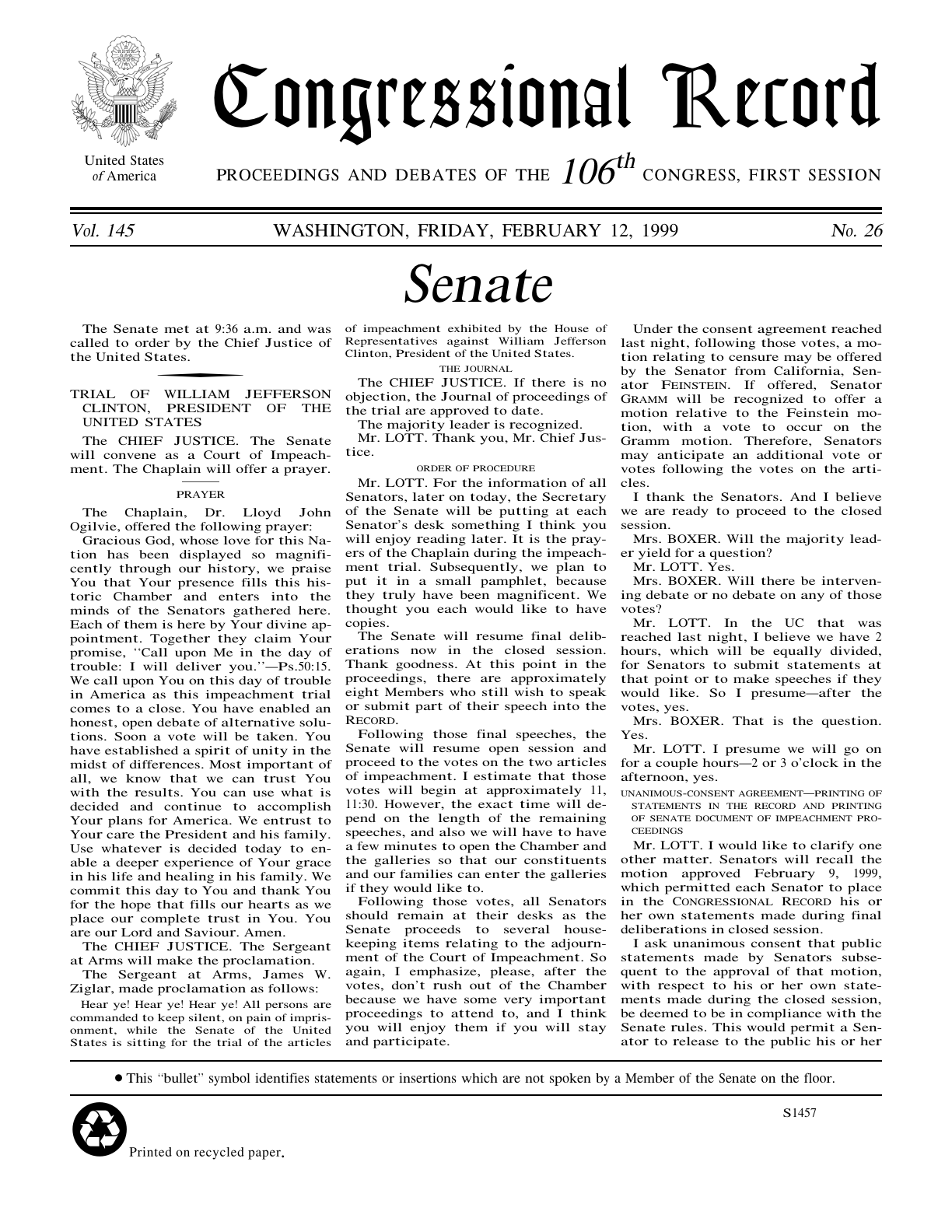
Une page de l'édition du 12 février 1999 du Congressional Record, publiée lors du procès de destitution de l'ancien président Bill Clinton. Citation officielle : 1999 Dossier du Congrès, Vol. 145, pages S1457.

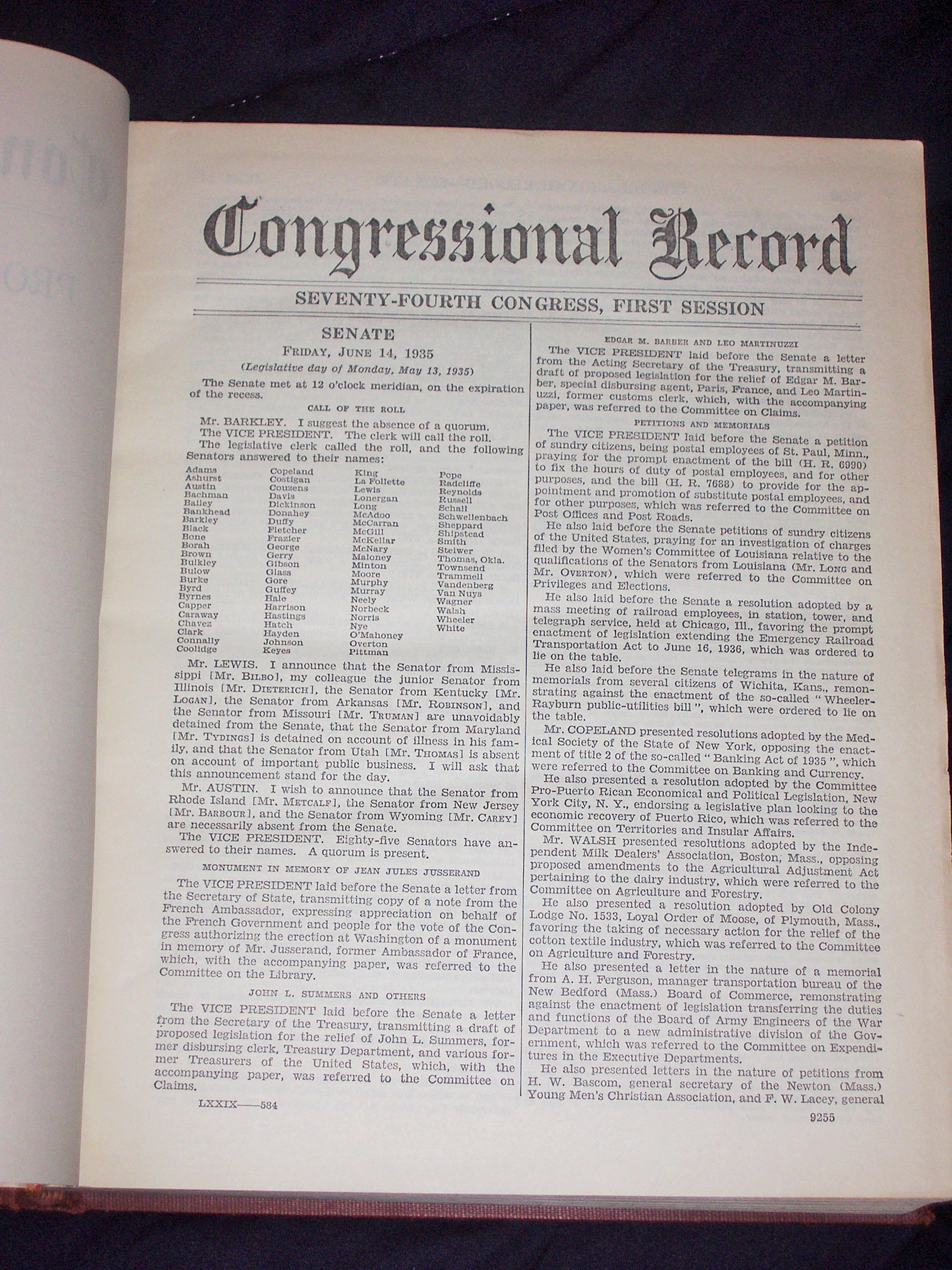
Une page du 14 juin au 28 juin 1935 du Congressional Record.

Le Congressional Record est le journal officiel des délibérations et débats du Congrès des États-Unis. Il est publié par le Bureau d'impression du gouvernement des États-Unis lorsque le Congrès est en session. Les index sont publiés environ toutes les deux semaines. A la fin d'une session du Congrès, les éditions quotidiennes sont compilées en volumes reliés constituant l'édition permanente. Le chapitre 9 du titre 44 du Code des États-Unis autorise la publication du Congressional Record .

## Aperçu
Le Congressional Record se compose de quatre parties : la section de la Chambre (House section), la  section du Sénat (Senate section), les extensions et remarques (Extensions of Remarks) et, depuis les années 1940, le résumé quotidien (Daily Digest)[réf. nécessaire] qui à la fin de chaque numéro quotidien résume les activités de la journée et des comités et sert de table des matières pour chaque numéro. Les sections de la Chambre et du Sénat contiennent les délibérations des différentes chambres du Congrès.
La section des  Extensions of Remarks contient tous les discours, hommages et autres déclarations supplémentaires n'ayant pas été prononcés lors des débats publics du Sénat ou de la Chambre des représentants. Il est souvent demandé aux orateurs des audiences en petit comité de soumettre la version écrite complète de leur discours « pour le compte rendu » mais d'en livrer seulement un résumé lors de leur communication orale. Leur discours complet apparaît alors dans un volume imprimé de l'audience identifié comme « Déclarations pour le dossier » (Statements for the Record) . Lors des années anciennes, cette section particulière du Congressional Record s'appelait « l'annexe ». Bien que les membres des deux chambres puissent insérer du matériel dans les Extensions of Remarks, les sénateurs le font rarement[réf. nécessaire] et la grande majorité de ce qui s'y trouve est entré à la demande des membres de la Chambre des représentants. D'un point de vue juridique, la plupart des documents du Congressional Record sont classés comme autorité secondaire, dans le cadre de l' historique de la législature[réf. nécessaire].
Selon les usages propres à chaque chambre, leurs membres révisent et étendent fréquemment leurs remarques faites en session, avant que les débats ne soient publiés. Par conséquent, pendant de nombreuses années, des discours qui n'ont pas été prononcés au Congrès sont apparus dans le Congressional Record, y compris dans les sections censées être des comptes rendus textuels des débats.Ces dernières années, cependant, on a commencé à faire précéder ces remarques révisées d'un symbole typographique (une « puce ») ou, plus récemment et actuellement, à les imprimer avec une police de caractères sensiblement différente de celle utilisée pour les discours ayant été réellement prononcés.
Le Congressional Record est accessible au public pour les documents antérieurs à 1875 via le site Web American Memory Century of Lawmaking de la  la Library of Congress  et depuis 1989 via Congress.gov (qui a remplacé la base de données THOMAS en 2016). Grâce à un partenariat entre GPO et la Library of Congress, les versions numériques des éditions reliées sont disponibles sur govinfo.gov pour les années 1873 à 2001 (Volumes 1-147) et 2005 à 2015 (Volumes 151-161) . Govinfo.gov donne également accès aux versions numériques de l'édition quotidienne de 1994 (Volume 140) à nos jours.

## Histoire
L'article I de la Constitution des États-Unis, section 5, exige du Congrès qu'il tienne un journal de ses délibérations. Or, les journaux de la Chambre et du Sénat ne sont que de simples documents d'enregistrement des actes et des votes qui ne comprennent pas le compte rendu textuel des débats.
Le Congressional Record paraît pour la première fois en 1873. Auparavant, les délibérations, appels nominaux, débats et autres documents étaient enregistrés dans The Annals of Congress (anciennement connu sous le nom de The Debates and Proceedings in the Congress of the United States ; 1789-1824), le Register of Debates in Congress (1824 -1837), ou le Congressional Globe (1833-1873). La collection complète de ces volumes historiques est disponible en ligne sur le site de la Bibliothèque du Congrès.